# Service d'information du Gouvernement
Le Service d'information du Gouvernement (SIG) est une administration française placée sous l'autorité du Premier ministre, exerçant dans le domaine de la communication publique.
Au terme du décret no 2000-1027 du 18 octobre 2000, il est chargé :
- d'analyser l'évolution de l'opinion publique et le contenu des médias ;
- de diffuser aux élus, à la presse et au public des informations sur l'action du Gouvernement ;
- d'entreprendre des actions d'information d'intérêt général à caractère interministériel sur le plan national et, en liaison avec les préfets et les ambassadeurs, sur le plan des services déconcentrés de l'État ;
- d'apporter une assistance technique aux administrations publiques et de coordonner la politique de communication de celles-ci, en particulier en matière de campagnes d'information et d'études d'opinion.

Il est installé au 20 avenue de Ségur, dans l'Ensemble Fontenoy-Ségur situé dans le 7e arrondissement de Paris.

## Le SIG
Le SIG dispose de 87 fonctionnaires. Son budget annuel, en 2023, est de 14,1 millions d'euros.

### Coordonner la communication ministérielle et interministérielle
Le SIG est prioritairement chargé de coordonner la communication de l’écosystème gouvernemental afin de garantir la mise en cohérence de la communication à l’échelle de l’Etat. Pour cela et afin d'informer le public des décisions du pouvoir exécutif et recenser les sondages pour informer les ministres, le SIG dispose d'un budget de fonctionnement auquel il faut ajouter une enveloppe pour les actions strictement interministérielles.
La création du Service d'information et de diffusion (SID) en 1976 devenu le Service d'information du Gouvernement (SIG) en 1996, a encadré la réalisation de campagnes de communication sur de multiples thèmes, dont certains visuels ou slogans (« La chasse au gaspi », « Un petit clic vaut mieux qu'un grand choc », « Un verre ça va, trois verres bonjour les dégâts », « Bougez avec la Poste », etc.) sont devenus des repères dans la mémoire collective française.
Le SIG a signé seul quelques grandes campagnes : référendum sur la Nouvelle-Calédonie (1988), référendum sur le traité de Maastricht (1992), Consultation nationale des jeunes (1994), campagne sur la réforme Juppé de la Sécurité sociale (1995), les mesures en faveur du pouvoir d’achat (2008), la modernisation de l’État (2011), lutte contre la solitude (Grande cause nationale 2011), pacte de compétitivité (2013), Agenda d'accessibilité programmée (2014), Lutte contre le racisme et l’antisémitisme (grande cause nationale 2015) et en règle générale les campagnes d’information sur les scrutins électoraux en lien avec le ministère de l’Intérieur.
Le SIG a développé une activité en propre de partenariat depuis la crise sanitaire du COVID-19 pour amplifier les campagnes gouvernementales et relayer les messages d’intérêts généraux via des acteurs tiers comme avec le PSG pour la promotion des gestes barrières ou plus récemment à l’occasion des élections présidentielle et législatives de 2022, avec l’ONG « A voté », pour lutter contre l’abstentionnisme. Le Service d’information du Gouvernement a réalisé, la même année, une campagne en collaboration avec l’application Tinder pour promouvoir les dispositifs d’accompagnement et d’alerte des victimes et témoins de violence sexuelles et sexistes, en lien avec le ministère de l’Intérieur.
Les campagnes publiques bénéficient d'un abattement dans tous les médias sur l'achat d'espace. Chaque ministère dispose des compétences pour mener une campagne seul, le SIG permettant une cohérence entre les différentes actions gouvernementales.
Les annonceurs publics sont regroupés en groupement d’intérêt, le premier investisseur est Santé Publique France (23%), devant Ministère de la Défense (15%) suivi de l’ADEME (9%).

### Délivrer l'information officielle
La rue de Constantine délivre l'information officielle. Outre MédiaSig, cet annuaire de la presse et de la communication dont la compilation est désormais dévolue à la Documentation française, le SIG édite Le Mensuel du Gouvernement, qui succède à La Lettre du Gouvernement (bimensuel de 10 pages diffusé à 80 000 exemplaires, ayant elle-même succédé à La Lettre de Matignon en 1996). Le Mensuel vulgarise les décisions étatiques auprès des élus locaux, des fonctionnaires et des partenaires sociaux.
Le SIG oscille toujours entre neutralité administrative et engagement politique. Il gère chaque année entre 60 et 80 campagnes[réf. nécessaire].
Le ministère du Travail demeure le premier annonceur gouvernemental, avec 50 % des investissements, devant le ministère de la Transition écologique (25 %) et le ministère de la Défense (20 %).

### Mesure de l'opinion publique
Enfin, le SIG informe Matignon sur l'opinion publique. Ses fonctionnaires enregistrent en moyenne entre 400 et 500 sondages publiés chaque année dans la presse, sans oublier la vingtaine d'études ad hoc plus ou moins confidentielles. Le tout vient nourrir le travail des cabinets.

### Système de Design de l’État
Le SIG maintient et produit le Système de Design de l’État depuis 2020. Il s'agit d'un cadre unifié et collaboratif conçu pour harmoniser, moderniser et optimiser la conception des interfaces, services et outils numériques des administrations publiques. Il vise à améliorer l’expérience utilisateur (UX) des citoyens, des entreprises et des agents publics en garantissant une cohérence visuelle et fonctionnelle à travers les services numériques de l’État, en utilisant notamment la charte graphique de la communication gouvernementale en France.
Le Système de Design de l’État vise à rendre opérationnelles les règles d’ergonomie et d’accessibilité en les traduisant en outils concrets pour les designers et développeurs, afin de garantir des services numériques intuitifs. On environ 20 000 sites gérés par l'État.

### Action Analyse

#### Département Études et Sondages
Il réalise une veille et diffusion des sondages publiés (avant leur publication dans les médias) au cabinet du Premier ministre et aux ministères concerné, des études SIG baromètre et ad hoc, archive des enquêtes publiques et confidentielles réalisées depuis le début des années 1970, ainsi que le suivi et analyse de l'opinion publique sur l'actualité, l'action du Gouvernement, l'image du Premier ministre et des sujets de société à partir des sondages publiés, des études SIG et ministérielles.
Il a un rôle de conseil auprès des ministères pour la réalisation d'études et participation aux commissions d'appel d'offres, dans la délivrance d'agréments aux marchés et études ministérielles, collecte et archivage de ces études, et enfin de suivi des pré-tests et post-tests des campagnes de communication ministérielles.

#### Département Analyses tous médias
Analyse tous médias porte à la connaissance du Gouvernement et plus précisément du Premier ministre des jugements des médias. Il fournit des informations aux acteurs du travail gouvernemental pour qu'ils puissent aisément discerner les sensibilités des journalistes sur tel ou tel élément de l'actualité, évaluer l'impact de leur communication et identifier l'émergence des problèmes politiques, économiques et sociaux ; il décrypte les arguments des médias, les logiques des différents acteurs et repère les risques et opportunités pour le Gouvernement ; il effectue une veille permanente des médias audiovisuels, de presse écrite et en ligne afin de pouvoir alerter le Premier ministre et le Gouvernement de l'émergence d'un thème sensible par l'identification et l'analyse des signaux faibles.

#### Département Observatoire de l'expression publique
Il analyse l'opinion à l'égard de l'actualité et de l'action gouvernementale telle qu'elle s'exprime sur Internet (forum, blogs, site internet), les réseaux militants (associations, syndicats, groupes politiques) et aussi les sites leaders d'opinions. Il détecte les opinions et prises de position qui émergent chez les internautes et sur les sites associatifs, protestataires, communautaires... et alerte le cabinet du Premier ministre et/ou les ministères concernés.
Ainsi, il réalise des cartographies de sites web thématiques pour identifier les relais d'opinion et les réseaux militants susceptibles d'influencer l'opinion ou d'avoir un impact sur la communication gouvernementale, pour analyser l'impact de la communication gouvernementale et des prises de paroles politiques sur l'opinion internaute. Il anime un réseau interministériel de veilleurs.

### Action Stratégie

#### Département Action de communication
Ce département coordonne les actions de communication. Il regroupe toutes les campagnes des ministères, de l'INPES, de l'ADEME et de l'ANSP dès qu'elles bénéficient d'un agrément de principe.
En décembre 2018, le SIG retient après appel d'offres l'entreprise britannique Dentsu Aegis Network, pour la gestion de son budget média pour une durée de deux années. L'entreprise, déjà en contrat avec le SIG depuis 2014, doit gérer pour son compte « 75 millions d'investissements publicitaires annuels ».

#### Département Communication gouvernementale de crise
Le SIG est doté d'un département communication de crise rattaché à son directeur. Il est le levier d'action du cabinet du Premier ministre pour coordonner la communication interministérielle en cas de crise. Il couvre les cinq grandes typologies de crise définies par la « Doctrine interministérielle de communication de crise » (février 2007) - Menaces liées au terrorisme - Risques géologiques et hydrauliques - Risques météorologiques - Risques sanitaires - Risques technologiques.
Dans le contexte de la pandémie de Covid-19, le SIG déploie des bots sur Facebook Messenger et WhatsApp afin de lutter contre les fausses informations.

#### Département Partenariats
Mise en place de coordination de partenariats gracieux sur des thématiques d'intérêt général liées aux priorités de l'action gouvernementale avec les médias ; les portails et les sites internet ; les entreprises ; les associations ; les organisations professionnelles.

### Action Conception

#### Département Contenus éditoriaux
Le département a pour mission d'informer sur l'action du Gouvernement par le biais d'un magazine : Le Mensuel du Gouvernement ; de sites internet www.gouvernement.fr: portail du Gouvernement et de l'actualité du Premier ministre français, le portail de la société de l'information et des sites thématiques sur, par exemple, le tabac, la grippe aviaire ; d'infolettres : la lettre en ligne du gouvernement, le compte-rendu du Conseil des ministres ; enfin d'agendas gouvernementaux, parlementaires et européens.

#### Département Production multimédia
La communication gouvernementale en ligne passe notamment par la gestion du portail du Gouvernement, les campagnes interministérielles de communication en ligne, ainsi qu'un certain nombre de projets multimédias interministériels. Elle utilise les logiciels libres et le webmarketing et a mis en place des outils comme « stat@gouv » (un audimat du web public permettant de mesurer, suivre et analyser l'audience avec des approches transversales), Agora (développement d'un CMS à partir de SPIP, en logiciel libre ; gestion en coproduction de l'outil avec des acteurs publics et privés), « E-regie » (mise en place d'un dispositif de régie interministérielle de bannière sur les .gouv.fr).
À compter d'avril 2020, à la suite d'un appel d'offres interministériel lancé par le Service d'information du gouvernement, Swello (solution éditée par l'entreprise SocialBuddy) met à disposition sa plateforme de gestion de réseaux sociaux aux ministères et à leurs services déconcentrés.

#### Département Intercom
L'extranet Intercom est ouvert à tous les communicants de la fonction publique d'État : services du Premier ministre, Présidence de la République, ministères (cabinets et directions de la communication), préfectures de région et de département, services déconcentrés de l'État, ambassades et consulats. Avec plus de 3 500 utilisateurs, Intercom est l'outil de référence des communicants de l'État.

## Histoire
1963 : création du Service de liaison interministérielle pour l'information (SLII) rattaché au ministère de l'Information. Ses missions : coordonner l'information et expliquer l'action gouvernementale. (Loi de finances rectificative no 63-778 du 31 juillet 1963).
1968 : création du Comité interministériel pour l'information (CII) rattaché au Premier ministre et présidé par le secrétaire d'État à l'Information. Son rôle : coordonner les actions d'information des ministères et informer les citoyens sur l'action des pouvoirs publics. (Décret du 25 décembre 1968).
1974 : la Délégation générale à l'information (DGI) est rattachée au ministère de l'Information. Ses attributions sont principalement axées sur les relations avec la presse, la Délégation conserve néanmoins un rôle d'information sur l'action des pouvoirs publics. (Décret du 12 juin 1974).
1976 : création du Service d'information et de diffusion (SID), rattaché au Premier ministre par décret. Ses missions : entreprendre des actions d'information à caractère interministériel, apporter son assistance technique aux administrations publiques et assurer, le cas échéant, la coordination de leurs interventions, diffuser des informations aux élus et à la presse sur l'action des administrations et des organismes. (Décret du 6 février 1976).
1996 : le SID devient le SIG, Service d'information du Gouvernement. Il demeure placé sous l'autorité du Premier ministre.
2018 : Michaël Nathan est nommé directeur du SIG. Il est l'ancien vice-président de Dassault Systèmes.
2019 : la circulaire du 14 octobre 2019 reprend les conclusions d'un précédent audit qui met en cause l'émiettement de la communication gouvernementale entre « près de 1 500 sites internet différents et de 1 800 comptes sur les réseaux sociaux » et organise un renforcement de la centralisation et de la communication du SIG, notamment sur les réseaux sociaux.

## Prises de position
Le SIG reproche à l'entreprise Twitter « une politique complètement jusqu’au-boutiste », alors que celle-ci refuse de relayer, début avril 2019, une campagne du ministère de l’Intérieur incitant à voter aux élections européennes. L'entreprise invoque la loi relative à la manipulation de l’information promulguée en décembre 2018. Le SIG estime qu'il s'agit d'une « campagne d’incitation à l’inscription au vote, c’est une campagne d’information publique, ce n’est pas une campagne politique ou d’un parti ». L'entreprise diffuse finalement les publicités sponsorisées, à l'issue d'un entretien avec le gouvernement.

## Critiques

### Communication officielle et articles de presse
En avril et mai 2020, dans le contexte de la pandémie de Covid-19, le service d'information du Gouvernement français cherche à lutter contre la propagation des fake news et recense plusieurs articles de la presse nationale issus de services de vérification des faits, sans contacter au préalable les rédactions. Cette démarche est jugée peu heureuse, « parce que mélanger sur un site de communication du gouvernement des éléments d’information venant des médias peut créer une sérieuse confusion »,,. Plusieurs sociétés de journalistes et de rédacteurs signent une tribune critiquant un « mélange des genres délétère ». La page critiquée est supprimée après un recours du Syndicat national des journalistes (SNJ) devant le Conseil d’État.

### Utilisation des sondages
Les sondages réalisés ou commandés par le SIG font régulièrement l'objet de critiques.
Les députés Christine Pirès Beaune et Régis Juanico sollicitent le gouvernement par une question écrite, en 2019, sur le nombre, l'étendue et le but des sondages réalisés par le SIG. 159 enquêtes d'opinion ont été réalisées entre mai 2017 et septembre 2019, sans qu'il soit possible de distinguer dans quelle proportion ces sondages relèvent « du suivi de l’action publique ou de la politique à visée électorale ». Si, après l'affaire des sondages de l'Élysée, la Présidence de la République ne commande plus d'enquêtes depuis le mandat de François Hollande, les résultats des sondages du SIG continuent de lui être transmis,.
Selon La Lettre A, le SIG a passé en août 2019 un marché avec six instituts de sondage, pour une durée de trois années, et pour un montant de 13,9 millions d'euros, dont les premiers bénéficiaires seraient l'IFOP et Ipsos, suivis par BVA et OpinionWay,,.

### Autres
La Cour des comptes indique dans ses rapports de 2010 et 2011 « des risques de confusion entre la communication gouvernementale et la communication politique partisane », ainsi que des insuffisances sur le plan de la gestion et de la coordination du SIG.
Le rôle et l'implication du SIG sont également critiqués lors de la promotion du Service national universel par des youtubeurs en 2019,.
La campagne d'information sur les élections européennes de 2019 crée une polémique,.
Le contraste entre la forte implication du SIG sur le grand débat national, et celle bien plus faible sur la proposition de référendum d'initiative partagée sur les aéroports de Paris est critiqué,,.
Le directeur Michaël Nathan est critiqué en juillet 2021 pour son management considéré comme brutal, ainsi que pour sa posture militante. Celui-ci dément. Un audit extérieur du service, qui se fonde sur l'entretien avec 24 agents du service — il en compte 91 — conclut en octobre 2021 à l'absence de brutalité dans le management.

## Le 19 rue de Constantine
L'immeuble figure dans les calepins du cadastre comme « construction de 1884 imposable en 1887 ». Il appartient alors, ainsi que les propriétés sises aux numéros 17 et 19 bis, à la princesse de Sagan, née Jeanne Seillière, épouse de Boson de Talleyrand-Périgord, prince de Sagan. Celle-ci a en effet hérité de son père, Achille Seillière, en 1873, de l'hôtel de Monaco, 57 rue Saint-Dominique, dont dépendent les terrains en bordure de la rue de Constantine sur lesquels ont été construits ces immeubles, destinés à la location. Le no 19 est alors loué au duc de Mouchy par un bail de 15 ans en date du 15 avril 1884. Les immeubles sis aux 17 et au 19 bis rue de Constantine sont, quant à eux, respectivement loués au duc de Gramont (à partir de 1887) et à la comtesse de Bannelos. En 1904–1905, l'hôtel est loué au duc Decazes, député.
La princesse de Sagan meurt, folle, en 1905. En 1910, à la mort du prince de Sagan, l'hôtel passe à son fils cadet, Paul Louis Marie Archambault Boson, comte de Talleyrand-Périgord, duc de Sagan. Le 1er décembre 1913, celui-ci le vend à Juan-Antonio de Beistegui, ancien ministre plénipotentiaire de la République du Mexique à Madrid.
À la mort de ce dernier, le 13 juillet 1925, il revient en héritage conjointement à ses deux fils Juan Francisco et Carlos Miguel, Madame de Beistegui, leur mère, née María Dolores de Yturbe y de Atristain en gardant l'usufruit jusqu'à sa mort en 1939.
En 1967, la famille Beistegui le cède à la société immobilière Hyalis, société anonyme de droit suisse ayant son siège à Genève. Il est racheté le 3 mars 1971 par l'État français pour y installer le ministère délégué, chargé des Relations avec le Parlement (Jacques Chirac). De juillet 1972 à janvier 1974, il est le siège du ministère du Commerce et de l'Artisanat, dont les ministres sont respectivement Yvon Bourges (6 juillet 1972 - 28 mars 1973) et Jean Royer (2 avril 1973 - 27 février 1974).
En 1974, il est le siège de la Délégation générale à l'information, puis en 1976 jusqu'en 2018 du Service d'information et de diffusion du Premier ministre, aujourd'hui Service d'information du gouvernement.
Le Service d'Information du Gouvernement a déménagé en 2018 dans les bâtiments de Ségur-Fontenoy.

## Liste des directeurs du SIG
La direction du SIG est considérée comme un poste stratégique pour le gouvernement. Les directeurs du SIG ont été les suivants :
| Directeur                                           | Décret de nomination | Décret de nomination |
| --------------------------------------------------- | -------------------- | -------------------- |
| Chefs du Service d'information et de diffusion      |                      |                      |
| Henri Pigeat                                        | février 1976         |                      |
| Hubert Blanc                                        | 28 avril 1976        | [ JO 1 ]             |
| Jacques Bille (d)                                   | 19 mai 1978          | [ JO 2 ]             |
| Jean-Cyril Spinetta                                 | 3 août 1981          | [ JO 3 ]             |
| Joseph Daniel                                       | 21 mars 1984         | [ JO 4 ]             |
| Jean Pierre Charveron (d)                           | 20 mai 1986          | [ JO 5 ]             |
| Gérard Coste (en)                                   | 3 avril 1987         | [ JO 6 ]             |
| Jean-Louis Missika                                  | 8 août 1988          | [ JO 7 ]             |
| Jean-François Mary (d)                              | 11 octobre 1991      | [ JO 8 ]             |
| Jean-Claude Hallé                                   | 5 mai 1993           | [ JO 9 ]             |
| Alexandre Basdereff (d)                             | 17 novembre 1995     | [ JO 10 ]            |
| Bernard Candiard (d)                                | 24 juillet 1997      | [ JO 11 ]            |
| Directeurs du Service d'information du Gouvernement |                      |                      |
| Françoise Miquel (d)                                | 1er septembre 2002   | [ JO 12 ]            |
| Vincent de Bernardi (d)                             | 7 février 2005       | [ JO 13 ]            |
| Thierry Saussez                                     | 18 avril 2008        | [ JO 14 ]            |
| Véronique Mely (d)                                  | 24 mars 2011         | [ JO 15 ]            |
| Philippe Guibert                                    | 6 septembre 2012     | [ JO 16 ]            |
| Christian Gravel (d)                                | 30 avril 2014        | [ JO 17 ]            |
| Virginie Christnacht (d)                            | 9 mars 2017          | [ JO 18 ]            |
| Yasmine-Eva Farès-Emery (d) (par intérim)           | 3 août 2018          | [ JO 19 ]            |
| Marion Burlot (par intérim)                         | 3 octobre 2018       | [ JO 20 ]            |
| Michael Nathan                                      | 29 octobre 2018      | [ JO 20 ]            |